# سهره ملخی
سهره ملخی یا ملخ‌سهره (نام علمی: Paludipasser locustella)، گونه‌ای نوک‌مومی است که در جنوب مرکزی و جنوب شرقی آفریقا یافت می‌شود. این تنها گونه از سردهٔ Paludipasser است. گاهی در سردهٔ Ortygospiza جای می‌گیرد.